# Sarıbeyli, Kaynarca
Sarıbeyli là một xã thuộc huyện Kaynarca, tỉnh Sakarya, Thổ Nhĩ Kỳ. Dân số thời điểm năm 2008 là 273 người.